# Salacia alata
Salacia alata is een hydroïdpoliep uit de familie Sertulariidae. De poliep komt uit het geslacht Salacia. Salacia alata werd in 2000 voor het eerst wetenschappelijk beschreven door Watson. 